# Gryllus mundus
Gryllus mundus är en insektsart som beskrevs av Walker, F. 1869. Gryllus mundus ingår i släktet Gryllus och familjen syrsor. Inga underarter finns listade i Catalogue of Life.